# Antonio Alegre Cremades

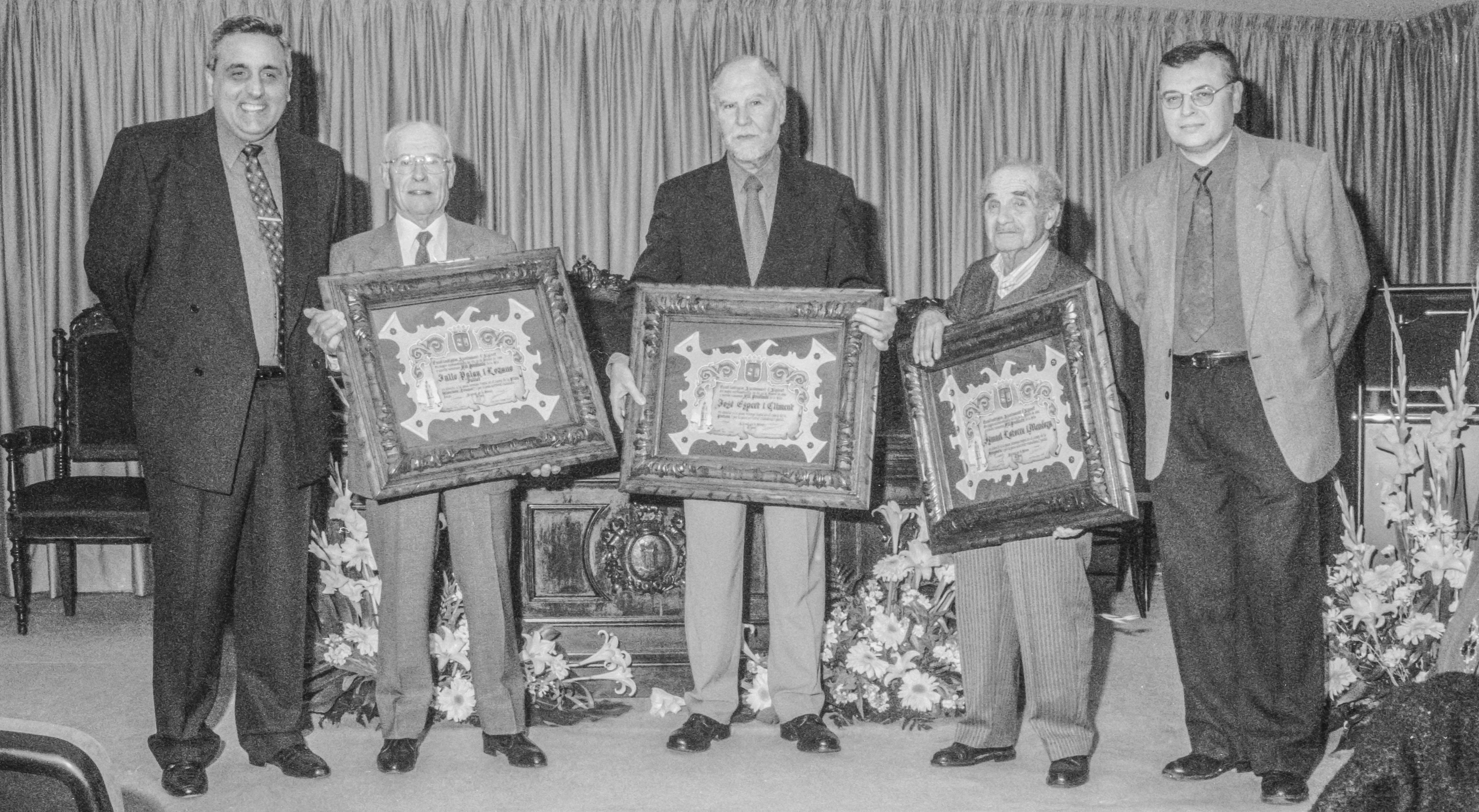
Fills predilectes d'Alginet (26-02-1999) A la fotografia, d'esquerra a dreta: Alberto Soldado Hernández, Julio Palau Lozano, Antonio Alegre Cremades en representació d'en José Espert Climent que no estava present a l'acte dels fills predilectes; Ismael Latorre Mendoza i Josep Lozano i Lerma

Antonio Alegre Cremades (Alginet, 2 de juny de 1939 - Godella, 15 d'octubre de 2006) fou un pintor i gravador valencià. Era parent de José Espert, a qui visitava freqüentment. Va cursar el batxillerat a l'Acadèmia Oller on va conèixer a Pérez Contel i els seus estudis a l'Escola de Belles Arts de València, va acabar els seus estudis després de seguir els consells d'Alfons Roig, amb qui va coincidir a París.
El 1991 va ser nomenat membre de la Reial Acadèmia de Belles Arts de Sant Carles i conservador del seu patrimoni. Professor de la Universitat de Barcelona i de la Universitat de València de Postgrau en l'especialitat de gravat. Va treballar en el terreny de la pintura figurativa i academicista a la qual va anar dotant d'un to surrealista molt personal.
Va ser també un reconegut cartellista i dibuixant, faceta que va desenvolupar amb gran èxit en els decorats teatrals. De la seva producció pictòrica es troben obres en diversos museus d'Espanya, entre els quals destaca el Museu Nacional d'Art Contemporani de Madrid, Calcografia Nacional de Madrid, Museu del Vaticà i Calcografia Nacional de Roma.
Entre els nombrosos reconeixements i guardons rebuts en vida es troben el Premi de Gravat de la Direcció general de Belles Arts de Madrid (1964), el Premi Àfrica de Madrid, el Premi Senyera de l'Ajuntament de València (1965), el Premi de la Diputació de Castelló i el Primer Premi de Pintura de la Fundació Güell de Barcelona.
Adolfo de Azcárraga denominà miniescola d'Alginet a un grup de pintors deixebles de José Espert Climent. Alegre Cremades figura entre ells i també Vicent Benito Botella, Salvador Ribes Villalba, Manuel Blanco, Nydia Lozano i Felipe Santamans.

## Exposicions
- El 1967 Exposa a la sala Mateu de València del 9 al 14 de gener de 1967, dins al mostra «284 días de arte»[6]
- El 2013, al Museu Valencià de la Il·lustració i de la Modernitat s'exhibeix obra inèdita d'aquest pintor.[7][8]